# Mama Gassama
Mama Gassama (geb. 28. Dezember 1984) ist eine ehemalige gambische Hochspringerin.

## Leben
Gassama begann 1999 mit der Leichtathletik. Ihre bedeutendste Leistung war der Gewinn der Goldmedaille bei den Leichtathletik-Juniorenafrikameisterschaften 2003 mit einer Sprunghöhe von 1,60 m.
2004 wurde Gassama neben Jaysuma Saidy Ndure als eine von zwei Personen für die Olympischen Sommerspiele 2004 in Athen ausgewählt. Da keine weiteren Sportlerinnen oder Sportler an Qualifikationswettkämpfen teilgenommen hatten, durfte Gambia nur zwei Personen, einen Mann und eine Frau, nach Athen entsenden. Im Juni 2004 wurde Gassama drei Wochen in Großbritannien vom britischen Hochsprung-Nationaltrainer Mike Dolby trainiert.
Am 31. Juli 2004 reiste Gassama mit dem gambischen Team aus Banjul ab, durfte aber in Athen bereits in der Qualifikationsrunde für den Finalwettkampf nicht antreten. Nach der Aussage von Dodou J. Joof, Generalsekretär der Gambia Athletics Association (GAA), sei vor den Spielen die Marke von 1,75 m als Starthöhe in der Qualifikationsrunde festgelegt worden, die deutlich über Gassamas Bestleistung lag, so dass Gassama nicht antreten durfte. In der Qualifikationsrunde mussten die Athletinnen später eine Höhe von 1,92 m erreichen, um am Finalwettkampf teilnehmen zu können.
Kurzfristig trat daher bei den Olympischen Spielen statt Gassama die gambische Mittelstreckenläuferin Adama Njie im 800-Meter-Lauf an.
Mit einer Höhe von 1,65 m hält Gassama den gambischen Rekord im Hochsprung.

## Wettkampfleistungen
- 2000: West African Cadet Championship in Bamako (Mali): 1. Platz.[6]
- 11. Mai 2001 in Banjul (Gambia): 1,65 m.[8]
- 28.–30. Juni 2001: West African Senior Championship in Lagos (Nigeria): Bronzemedaille (1,60 m).[9][10]
- 2002: Solidarity Athletics Meeting in Banjul (Gambia): Goldmedaille (1,65 m).[3][9]
- 8./9. Juni 2002: Senegalesische Meisterschaften (Dakar): 2. Platz (1,60 m).[11]
- 31. Juli–3. August 2003: Leichtathletik-Juniorenafrikameisterschaften in Garoua (Kamerun): Goldmedaille (1,60 m).[9][12]
- 29. August 2003: Sommer-Universiade 2003 in Daegu (Südkorea): 14. Platz (1,60 m).[13][14]
- 12. Oktober 2003: Afrikaspiele 2003 in Abuja (Nigeria): 9. Platz (1,65 m).[8][15][16]
- 14.–17. April 2004: Solidarity Athletics Meeting in Nouakchott (Mauretanien): Goldmedaille.[17]
- 11. Juli 2004: Senegalesische Meisterschaften (Dakar): 1. Platz (1,65 m).[8][18]